# لاري جيفري
لاري جيفري هو لاعب هوكي الجليد كندي، ولد في 12 أكتوبر 1940 في غودريتش ‏ في كندا.

## وصلات خارجية
- لاري جيفري على موقع دوري الهوكي الوطني (الإنجليزية)
- لاري جيفري على موقع قاعة مشاهير الهوكي (لاعب أن.إتش.أل) (الإنجليزية)
- لاري جيفري على موقع EliteProspects.com (الإنجليزية)
- لاري جيفري على موقع HockeyDB.com (الإنجليزية)
- لاري جيفري على موقع Hockey-Reference.com (الإنجليزية)